# 李氏藍吻犁頭鰩
李氏藍吻犁頭鰩（學名：Glaucostegus younholeei），又稱李氏藍吻犁頭鰩，為軟骨魚綱犁頭鰩目藍吻犁頭鰩科藍吻犁頭鰩屬的其中一種，被IUCN列為極危保育類動物，分布於東印度洋孟加拉海域，深度0至100公尺，本魚體延長而平扁，長而窄的鈍尖吻部，寬而斜的鼻孔，前開口狹窄，體色為褐色或灰色，楔形盤狹窄，頭蓋骨邊緣在眼睛前清晰可見，喙脊幾乎沿整個長度連接在一起，尾巴相對較長，其長度為盤長的1.15-1.48倍，皮膚粗糙，密布小齒，背面顆粒比腹面粗，眶間擴大，頸背與第一背鰭之間有明顯的帶狀，體長可達93.3公分，棲息於沿海至大陸棚沙泥底質海域，為底棲性魚類，肉食性，卵胎生，生活習性不明，可做為食用魚。